# 伊韦尔东莱班
伊韦尔东莱班（法語：Yverdon-les-Bains，法語發音：[ivɛʁdɔ̃ le bɛ̃] ⓘ），简称伊韦尔东（Yverdon），是瑞士西部沃州的一座城市，是沃州內第二重要的城市。伊韋爾東以溫泉而聞名。是一個重要的區域性商業和旅游業中心。
截至2010年底，总人口为27,511。

## 历史
伊韦尔东当地的居民史可以追溯到五千年前的新石器时代。城市的名称由最早的居民赫爾維蒂人传承而来。罗马时代的写法为埃布罗杜努姆（Eburodunum）。

## 友好城市
- 法國 蓬塔利耶[2]
- 法國 马恩河畔诺让